# Jacqui Shipanga
Jacqueline Shipanga là huấn luyện viên bóng đá nữ quốc gia Namibia. Cô là huấn luyện viên trưởng của ba đội bóng đá nữ quốc gia: Dưới 17, Dưới 20 và Brave Gladiators. Cô cũng là người sáng lập Học viện Jacqui Shipanga, lần đầu tiên giành được Giải vô địch Phụ nữ NFA trong mùa giải 2011/2012, đánh bại Người đẹp Okahandja.